# Albert Boutwell
Albert Burton Boutwell (* 13. November 1904 in Montgomery, Alabama; † 3. Februar 1978) war ein US-amerikanischer Politiker (Demokratische Partei).
Boutwell wurde 1904 in Montgomery als Sohn von Clarence Columbus und Lydia Boutwell geboren. Er besuchte die Greenville High School und studierte an der University of Alabama. Dort erhielt er 1928 seinen Bachelor of Laws. Nach Abschluss seines Studiums begann er 1928 in Birmingham zu praktizieren.
1946 wurde Boutwell in den Senat von Alabama gewählt. 1950 und 1954 erfolgte seine Wiederwahl.
1958 zum Vizegouverneur von Alabama gewählt, übte er dieses Amt zwischen 1959 und 1963 aus. Boutwells nächstes politisches Amt war das des Bürgermeisters von Birmingham. Hierbei konnte er sich 1963 gegen Eugene „Bull“ Connor durchsetzen. In seine Amtszeit fällt das Attentat auf die 16th Street Baptist Church.

## Familie
Boutwell heiratete am 23. November 1934 Helen Balfour in Birmingham. Das Paar hatte drei Kinder, eine Tochter und zwei Söhne. Boutwell war Methodist und gehörte den Freimaurern an.